# Омута
Омута (јап. 大牟田市) град је у Јапану у префектури Фукуока. Према попису становништва из 2005. у граду је живело 131.090 становника.

## Становништво
Према подацима са пописа, у граду је 2005. године живело 131.090 становника.
| 1995.   | 2000.   | 2005.   |
| ------- | ------- | ------- |
| 145.085 | 138.629 | 131.090 |